# Liberalni demokrati
Liberalni demokrati (kratica: LIDE) je bila slovenska politična stranka, ki se uvršča na levo sredino. 12. januarja 2022 jo je ustanovil takratni predsednik Državnega zbora Republike Slovenije Igor Zorčič.

## Zgodovina
26. marca 2021 je Igor Zorčič, takrat predsednik Državnega zbora Republike Slovenije, s poslancema Janjo Sluga in Branislavom Rajićem izstopil iz Stranke modernega centra in soustanovil poslansko skupino nepovezanih poslancev. Od takrat se je večkrat omenjalo možne prestope k drugim strankam. Konec leta 2021 je Zorčič napovedal novo liberalno politično stranko.
Ustanovitveni kongres je potekal v sredo, 12. januarja 2022, v Ljubljani. Za predsednika je bil izvoljen Igor Zorčič, so pa ob ustanovitvi določili, da so lahko hkrati največ trije predsedniki. Prav tako so določili abstraktni program stranke.
15. februarja 2022 so organi Demokratične stranke upokojencev Slovenije (DeSUS) podprli skupni nastop na državnozborskih volitvah s stranko LIDE. Svet stranke LIDE je konec meseca februarja odločil, da na državnozborskih volitvah ne bodo nastopili, iz stranke so tudi izstopili Roman Dobnikar, Tomaž Gantar in Nina Stanković.

## Organi stranke
- Predsednik: Igor Zorčič
- Svet stranke: Štefan Skalar, Ivan Backovič, Eva Omerza, Marko Veselič, Stanko Tomše, Andrejka Ribnikar, Aleksander Pahor, David Dremelj